# Auguste Snieders
Pour les articles homonymes, voir Auguste et Snieders.
Auguste Snieders est un écrivain belge d'expression néerlandaise né aux Pays-Bas à Bladel en Netersel le 8 mai 1825 et décédé à Borgerhout le 19 novembre 1904.
La commune de Schaerbeek a donné son nom à une rue.